# 金包里廣安宮

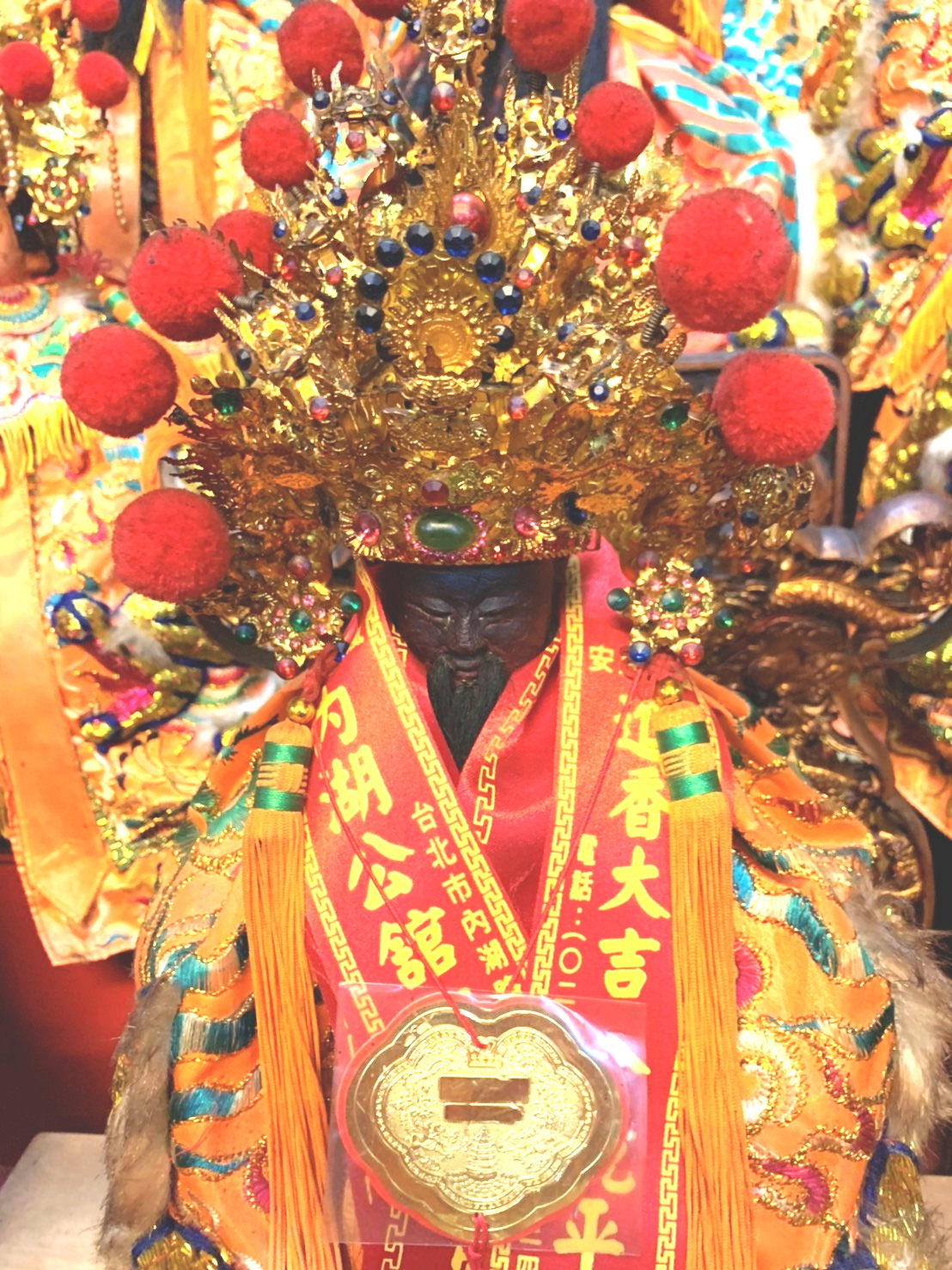
金包里廣安宮建廟伊始之開漳聖王神像，自清朝乾隆年間迄今已有近300年歷史。

金包里廣安宮，初名聚星堂，日本投降後更名為廣安宮。位在台灣新北市金山區金包里街的一座道教廟宇，又稱「金山老街廟」，在金山老街的中心點。主奉漳州府的鄉土神開漳聖王，配祀關聖帝君、天上聖母、福德正神、觀音菩薩、太歲星君等。

## 廟史沿革
清代乾隆年間有福建漳州府陳姓先民入墾金包里（金山），初期建築草庵供奉隨身奉祀的開漳聖王陳元光將軍伉儷香火（包括開漳聖王神像，開漳聖王暨夫人神主及宣德銅爐等，均係自漳州府隨明清移民奉請抵臺），定名聚星堂。因多為陳氏同宗子弟祭拜，又稱陳聖王公廟，簡稱聖公廟，屬於陳氏家族廟性質，今日金包里陳氏宗親會等陳氏宗族後人仍持續參與廣安宮放水燈等宗教活動。
嘉慶、道光、同治、光緒、日治年間曾經數次重修，金包里老街居民亦多所膜拜，是北臺灣最早的「開漳聖王廟」之一。

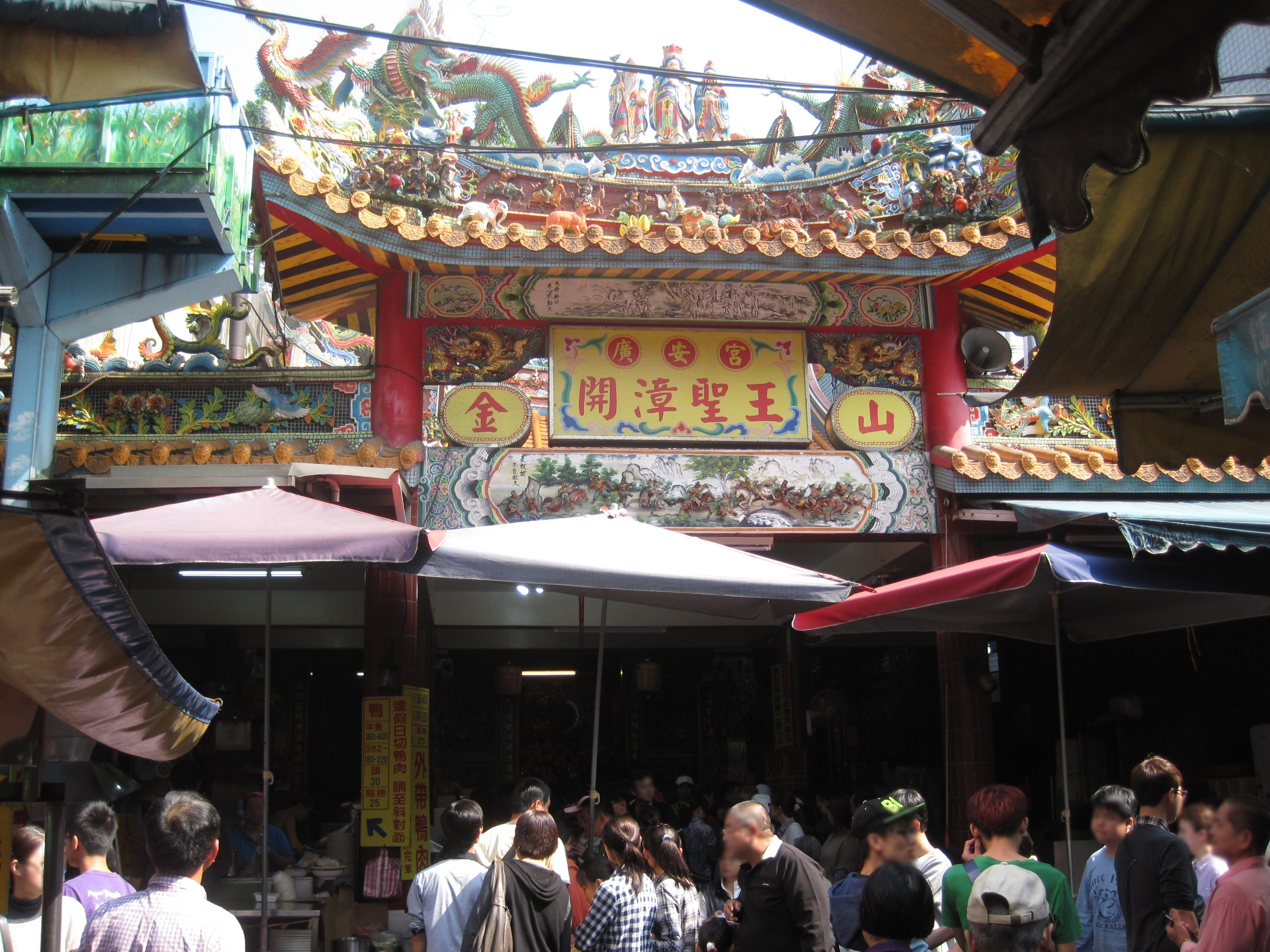
位於金包里街的中央的金山廣安宮。

## 金包里陳姓宗族拓墾史
據學者考察，明朝萬曆年間（1573-1620年）金包里堡以及桃澗堡已有漢民入墾，明鄭（1628-1683年）亦曾北伐屯墾於此，繼開闢於康熙時期，至雍正間已成街市。乾隆十年（1745年），有漳州移民來金包里開闢道路，鑿圳灌田地以大開。

而最早移民金包里之陳氏宗族，其一脈即隨明鄭北伐而來，屯墾於金包里老街，今萬里國姓埔相傳即為當時駐軍屯田之所在；另一脈則係漳州府南靖、漳浦、詔安等縣之移民，因當地腹地狹小、資源不足故渡海來台，自金包里水尾港登陸。

舊屬陳氏族廟之廣安宮所在老街，即為拓墾時期之舊街市。

### 二度移民
清同治六年（1867年），發生基隆北海岸大海嘯，金包里地區傷亡逾400多人。

日治初期義民領袖簡大獅率眾抗日，頻繁活躍於金包里及鄰近大屯山區各古道，並伺機襲擊日軍。1896年，義軍攻擊駐守在金包里街慈護宮的日軍憲兵隊，引來日軍報復式的攻擊，縱火焚毀金包里市街，僅街口的慈護宮及少量建築倖存。

多次遭逢天災戰亂，致使原居金包里市街之陳姓宗族分支遷移屯墾他處，是為文史研究中所稱之「二度移民」。亦即自漳州渡海來台之陳氏先民，先於金山生活了一段時間，部分支族為避禍遷徙至金山六股地區（包括頂六股、下六股及南勢湖等三地）、竹子山山麓（倒照湖）及半嶺、西勢湖（今法鼓山）一帶，另有部分支族則遷居台北社子島與宜蘭員山等地。
台北「社子島」地區

19 世紀初期，閩人陳請、陳仲山、陳天賜、陳贊、陳奇能等人，由金包里遷移開闢社仔庄地區（今之台北市社子地區）。
宜蘭員山「金包里古」地區

據文史工作者採集紀錄，宜蘭縣員山「金包里古」地區，為漳州人陳德利等人自金包里（今新北市金山區）移居而來，移居時期從清嘉慶年間開始，撫番拓墾，並以原居住地為名，故稱「金包里古」。根據宜蘭員山「金包里古」當地口述歷史表示，當初共有五十位自金山移民宜蘭的先民，其中一位被原住民所殺害，剩下四十九人。四十九人中，有人背著玄天上帝、有人背著開漳聖王神像來到宜蘭員山，後來並籌建「玄開廟」供奉，與金包里堡「開漳聖王陳聖公廟」同出一源。後來這些移民從道光年間開始，以陳奠邦為墾首，統領地方公共事務，排難解紛，而「金包里古（股）」即代表係這些來自「金包里」的移民們所統領共有。2020年1月，時任廣安宮住持之陳宥成先生也表示，先民移居宜蘭時，多從金山廣安宮分靈供奉，據傳宜蘭地區有22間以上的開漳聖王廟，祖廟均為金山廣安宮，而廣安宮也長期與宜蘭地區的宮廟交流。

### 陳氏拓墾重要人物
- 陳德利，金包里陳氏宗族移居宜蘭員山庄「金包里古」之第一人，率眾撫番拓墾，並以原居住地為名。[7][10]
- 陳奠邦（—1824年），原籍漳州，金包里陳氏宗族移居宜蘭之後人，嘉慶12年（1807年）擔任街總理，拓墾宜蘭溪北地區，統領地方公共事務，排難解紛。嘉慶15年，率地方移民首領頭人分段修築噶瑪蘭城[11]。
- 陳以德，金包里陳氏宗族移居宜蘭員山庄「金包里古」之後人，光緒16年（1890）秀才，曾任仰山書院山長。
- 陳  路，金山半嶺地方士紳，曾集合地方力量，修築半嶺古道，並將簡大獅麾下之抗日義民亡骨安葬於半嶺古道旁，建應公廟四時祭祀。民國後，為當地茶葉產業發展，率同民眾爭取修築產業道路，其中一段即為今日之新北 22-1 號鄉道。
- 陳登科（1817年—1900年），清道光年間金包里茶農後人。陳氏宗族開基祖於清康熙年間自福建漳州府南靖縣移民至台灣金包里社北海岸，短暫居住金包里老街後，入贅林姓平埔族。後集合陳姓四大房宗長開發石門小坑、金包里半嶺山土地，進行茶葉種植及稻田開墾。陳登科等人於石門、半嶺山地區，廣泛種植硬枝紅茶、烏龍茶、包種茶、鐵觀音茶等高品質茶葉，面積達 1,500 餘公頃，為大清帝國及日治初期賺取大量外匯，為北台灣最早的茶葉經濟專區之一[12]。陳登科族人並為半嶺古道開闢者，暢通金包里山地與平地之間的交通功不可沒。
- 陳楊某（1899年—1991年），金山半嶺地方聞人，原籍日治時期石門庄老梅（公地），適陳木火，拓墾金山半嶺山茶葉產區，為當地著名媒人，促成金山、石門等北海岸地區婚配逾千對，促進女性經濟自主，望重鄉里。陳楊某並茹苦孤育獨孫陳銀欉，亦為半嶺地區聞人，曾任彰化銀行董事、薇閣基金會暨中小學執行長，常年投身教育、公益等事業，獲金山初中、成功高中、東吳大學等多校榮譽校友，並開辦金山初中清寒獎學金。[13]。

## 民間傳說
臺灣日治時期大正年間，雕塑分靈神像「二王」，迎至內湖碧山巖開光點眼，典禮完畢，金山的善信欲將二王神像放在輦轎（兩人抬的小神轎）之上，要抬回金山，誰知神像連同轎子突然飛出廟外，眾人急急追趕，至公館崙（今萬里區磺潭）失去蹤影，公館崙鄉民則表示看見此神轎往金山方向飛去，善信追不到，只好回廟裏報訊，誰知神像連同輦轎已在廟中神案之上，從此金山傳言；「金山二王爺，免扛自己行」，而從此公館崙檀越篤信二王，每逢廟會，必定迎接二王神像到當地接受燒香禮拜。